# Luica
Luica est une commune roumaine située dans le județ de Călărași.